# Radio DDR II
Радио ДДР II (Radio DDR II) — общегосударственная, информационная и художественная программа радиостанции "Радио ГДР" передававшаяся с 19 октября 1958 по 31 декабря 1991 года, передавалась и ретранслировалась на общих частотах с региональными программами.

## Программы
- Новости в 13:00, 15:00, 20:00 и 23:00
- "Анализецайт" (Analysezeit) — информационная программа в 18:05-18:20
- "Классик цуп нахт" (Klassik zur nacht) — ночная программа в 00:00-04:00 (новости в 00:00 и 03:00)

## Вещание
- Берлин и Потсдам — 99,7 FM
- Котбус — 98,6 FM
- Нойбранденбург — 90,5 FM
- Шверин — 92,8 FM
- Росток — 91,0 FM
- Магдебург — 94,9 FM
- Галле — 94,6 FM
- Зуль — 93,7 FM
- Лейпциг — 93,9 FM
- Карл-Маркс-Штадт — 92,8 FM
- Дрезден — 92,2 FM
- Баутцен — 98,2 FM